# Nina Romano
Nina Romano (Salem, 18 de octubre de 1901–Los Ángeles, 15 de octubre de 1966) fue una actriz estadounidense.
Su verdadero nombre era Isabel Craven Dilworth, y nació en Salem, Nueva Jersey. Estuvo casada con el actor Lou Tellegen entre 1923 y 1928, y con el Conde Sophus Danneskjold desde 1933 a 1954. Falleció en 1966 en Los Ángeles, California.

## Filmografía
- 1925 : The Storm Breaker
- 1926 : The Palace of Pleasure
- 1926 : What Happened to Jones
- 1926 : The Midnight Sun
- 1926 : Money to Burn
- 1927 : Lost at the Front
- 1929 : Her Husband's Women